# Banam

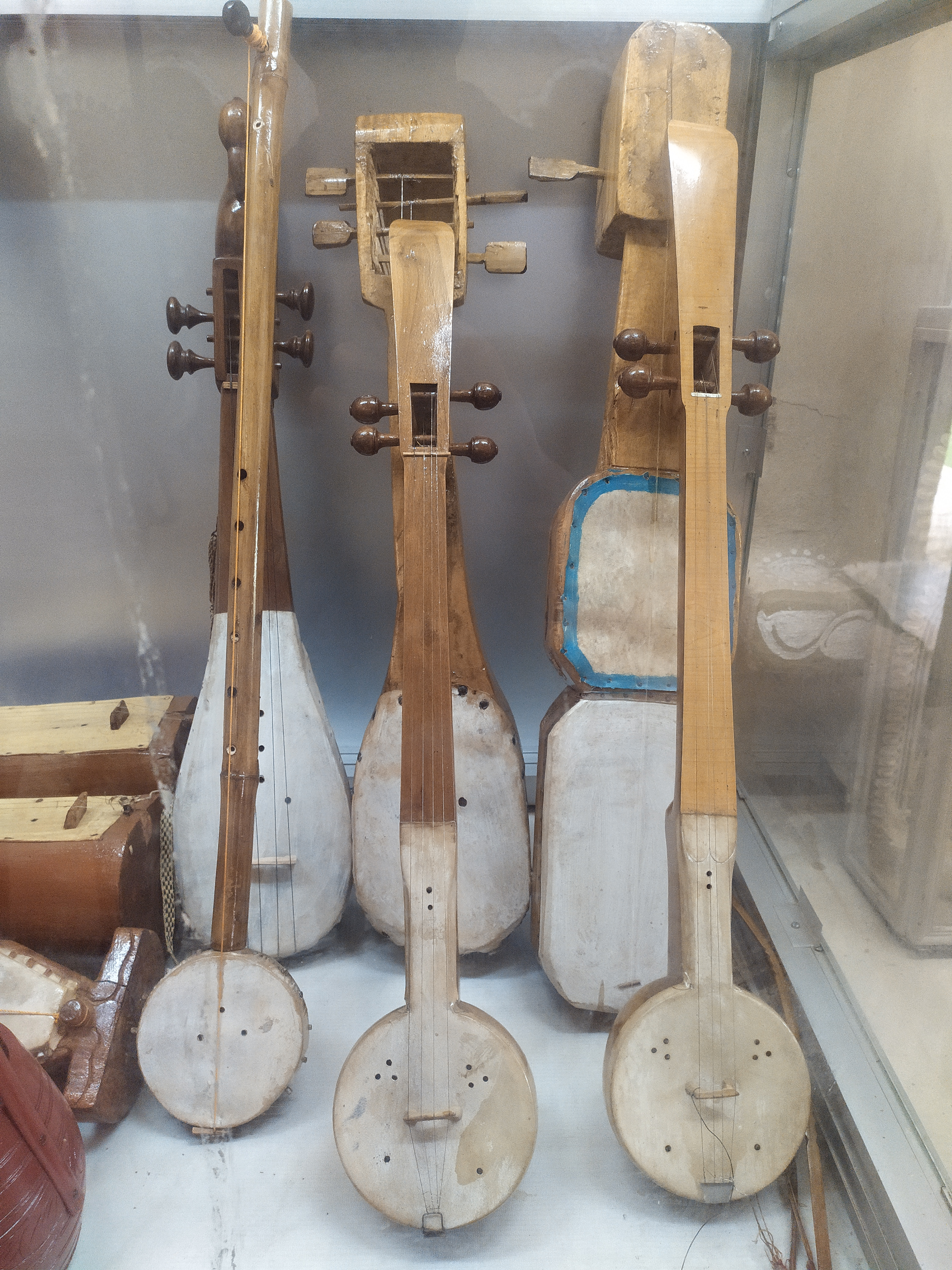
Banam genannte Schalenhalslauten vom Ektara-Typ der Santal mit einer Saite (links vorne und rechts hinten), ansonsten mit vier Saiten

Banam, auch bānām, bānom, bezeichnet eine Gruppe von Lauteninstrumenten, die mit dem Bogen gestrichen werden und die männliche Mitglieder von Adivasi-Gruppen im zentralen Nordindien zur Begleitung des eigenen Gesangs spielen. Eine Klassifizierung der meist einsaitigen, in seltenen Fällen bis zu viersaitigen banam nach strukturellen Prinzipien ist schwierig, unterschiedliche Beinamen erhalten sie eher aufgrund ihrer ornamentalen oder figuralen Gestaltung.
Nach ihrer Form lassen sich zwei Gruppen unterscheiden: Die zu den ektara gehörenden Spießgeigen besitzen einen langen dünnen Saitenträger, an dem ein kleiner runder Korpus befestigt ist. (Dhodro) banam  heißen daneben einsaitige Fiedeln, die einen anderen Typ der indischen Streichinstrumente verkörpern und wie die sarinda durch einen taillierten, im oberen Bereich offenen Korpus charakterisiert sind.

## Herkunft und Verbreitung
Ein allgemeiner Begriff für altindische Saiteninstrumente war vina. Als ältestes indisches Streichinstrument gilt die ravanahattha, deren Namen seit dem 7. Jahrhundert überliefert ist und ursprünglich für einen Musikbogen und eine Bogenharfe stand. Heute wird eine Langhals-Spießlaute mit zwei Melodie- und mehreren Resonanzsaiten in Rajasthan und Gujarat so bezeichnet. Ab dem 3. Jahrhundert tauchen an Reliefs buddhistischer Stupas in Gandhara und ab dem 5. Jahrhundert auf Malereien in Ajanta Stabzithern mit angehängtem Resonator aus einer Kalebasse und dem zentralasiatischen barbat ähnliche birnenförmige Kurzhalslauten auf. Die einfachsten indischen Stabzithern mit einem kleinen halbschaligen Resonator sind bis zum Ende des 1. Jahrtausends auf Reliefs an Hindutempeln abgebildet und heute nur noch in Gestalt der seltenen tuila in einer ländlichen Region in Odisha erhalten. An ihre Stelle traten Stabzithern mit breitem Griffbrett und zwei größeren Kalebassenresonatoren. Die heute in der regionalen indischen Volksmusik gespielten Spießlauten sind ebenfalls gänzlich andere Instrumente als die Langhalslauten mit dickbauchigen Korpus und breitem Griffbrett der klassischen Musik, etwa die Sarasvati vina.
In mehreren Abhandlungen im 12. Jahrhundert und in der im 13. Jahrhundert von Sarngadeva verfassten Musiktheorie Sangita Ratnakara wird die mit dem Bogen (karmuka) gestrichene einsaitige pinaki vina erwähnt. Bei ihrer letzten Beschreibung im Jahr 1810 war sie praktisch schon ausgestorben. Die möglicherweise im 17. Jahrhundert entstandene und an ihrem Pfauenkopf erkennbare Mayuri vina lebt dagegen bis heute fort. Im 11. Jahrhundert muss die saranga vina ein beliebtes Streichinstrument gewesen sein, mit dem Jains ihre religiösen Gesänge begleiteten. Hiermit namensverwandt ist die ab dem 16. Jahrhundert in der Straßenmusik gespielte sarangi, ein Vorläufer des bekanntesten indischen Streichinstruments, das heute in der nordindischen klassischen Musik eingesetzt wird. Die sarangi und die verwandte sarinda könnten in Indien entstanden sein oder von ähnlichen Streichlauten im persisch-zentralasiatisch islamischen Raum abstammen.
Dieser zweite Typ der indischen Streichinstrumente mit einem seitlich stark taillierten Korpus kommt ebenfalls in einfacher Ausführung mit einer Saite unter dem Namen banam vor. Der Sarinda-Typ ist formverwandt mit der ghichak in Zentralasien und namens- sowie formverwandt mit einer Reihe weiterer Streichlauten des islamisch-indischen Raums von Afghanistan (sarang), Sindh (surando), Rajasthan (surinda) bis nach Nordostindien. Dort sind in Assam die sarega und in Manipur die sananta bekannt.
Banam heißen Spießgeigen bei den Munda, deren Siedlungsschwerpunkt im Bundesstaat Jharkhand liegt und bei den Santal in Jharkhand, Westbengalen und Bihar. Die Santal und andere Adivasi-Gruppen in Bihar verstehen unter banam eine der sarinda entsprechende Fiedel. Die banam werden – obwohl von unterschiedlicher Bauart – wegen ihrer ähnlichen Verwendung und Verbreitung zusammen beschrieben, jedoch von der dreisaitigen Fiedel bana mit einem kastenförmigen Korpus unterschieden, mit der Musiker der Pardhan-Kaste in Madhya Pradesh ihre epischen Lieder begleiten.
Zu den konstruktiv einfachsten und damit wohl ältesten einsaitigen Spießgeigen gehört die urni in Nepal und Westbengalen. In anderen Teilen Indiens bekannte ein- bis dreisaitige Spießgeigen sind ferner die einsaitige pena in Nordostindien, die von den Pardhans in Andhra Pradesh gespielte dreisaitige kingri, auch kikir vom Sarinda-Typ, die Spießgeigen koka in Maharashtra und kinnaram (kinnari, namensgleich mit der gezupften Stabzither kinnari vina) in Südindien. Im südindischen Kerala spielt die Kaste der Pulluvan die einsaitige pulluvan vina bei Besessenheitsritualen, in denen Schlangengottheiten in Liedern (pulluvan pattu) angerufen werden. Kendra bezeichnet mehrere regionale Saiteninstrumente, zu denen Bambusstabzithern und Spießlauten gehören, in Jharkhand und Odisha auch einsaitige Fiedeln. Manche Adivasis dieser Region nennen jedes gestrichene Saiteninstrument banam.

## Bauform und Spielweise

### Spießgeige
Die meisten der genannten Spießgeigen besitzen keine Wirbel, ihre Saiten werden direkt am Halsstab mit einer Schnurwicklung festgebunden. Der Korpus der banam wird aus einem Holzstück herausgeschnitzt oder aus einem Schildkrötenpanzer gefertigt und mit einer Decke aus Tierhaut überzogen. Die Saite verläuft von ihrem verschiebbaren Befestigungspunkt am oberen Bereich des Halses über einen auf der Hautdecke aufgestellten Steg bis zu dem unten am Korpus herausragenden Ende des Saitenträgers oder bis zu einer Baumwollschnur, die von der Decke V-förmig bis zum unteren Ende weiterführt.
Bei den Munda von Jharkhand hat der Schildkrötenpanzer der banam einen Durchmesser von 10 bis 15 Zentimetern und ist mit Eidechsen- oder Ziegenhaut bespannt, die am Rand mit Holz- oder Bambusstiften festgenagelt wurde. Gelegentlich finden sich zwei kleine Schalllöcher im unteren Teil der Membran beidseits der Saite. Die Länge des aus Bambus bestehenden Saitenträgers beträgt 48 Zentimeter; die Draht- oder Pferdehaarsaite wird direkt an seinem oberen Ende mit einer Baumwollschnur festgebunden. Der in Membranmitte aufgestellte Steg ist mit 1,5 Zentimetern Länge und einem Zentimeter Höhe klein. Die Tonhöhe lässt sich durch ein Baumwollband einstellen, das am Hals verschoben wird. Als Streichbogen dient ein Holz- oder Bambusstab, der am äußeren Ende stark gekrümmt ist, sodass sich ein Abstand der Pferdehaarbespannung von etwa acht Zentimetern zum Bogenstab ergibt. Die Bogenhaare werden mit Harz und die Saite mit Wachs eingerieben. Gelegentlich sind am Ende des Bogenstabs einige Glöckchen angebracht, die bei schneller Bewegung ein rhythmisches Rasselgeräusch hinzufügen.
Die meisten indischen Spießgeigen halten die Musiker wie die ravanahattha mit dem Korpus gegen ihren Bauch, wobei der Hals schräg nach oben und vorn ragt. Die Saiten sind zum Musiker gerichtet, der sie mit den Fingern der linken Hand durch seitliches Berühren verkürzt, ohne sie niederzudrücken, und mit dem Bogen in der rechten Hand streicht. Die Santal und Munda halten ihre banam umgekehrt mit dem Korpus gegen die linke Schulter, den Hals nach unten und die Saiten nach außen weg vom Körper, etwa wie eine indische Violine gespielt wird. Die Finger der linken Hand drücken die Saite gleich hinter der Baumwollschnur auf das Griffbrett. Sie verbleiben stets in der ersten Lage.
Die aus einem Holzstück gefertigten Langhalslauten kommen bei den Munda in zwei Größen vor, die größere banam heiß haram banam (von haram, „groß“, „schwer“). Die hölzernen banam der Munda und Santal besitzen einen langrechteckigen Korpus mit gerundeten Kanten, der bei kleinen Instrumenten 6 × 15 Zentimeter misst und mit aufgenagelter Ziegenhaut bespannt ist. Der Korpus geht allmählich in den Hals über, der sich, falls vorhanden, bis zu einem blockigen Wirbelkasten verjüngt. Ansonsten wird die Pferdehaar- oder Messingsaite mit fünf Zentimetern Abstand vom Halsende mit einer Baumwollschnur festgebunden. Die Gesamtlänge beträgt 48 bis 61 Zentimeter. An einer Seite des Korpus kann sich ein drei bis vier Zentimeter großes Schallloch befinden. In der Mitte der Membran sitzt ein zwei Zentimeter hoher Steg. Der Bogen aus Holz- oder Bambus bringt durch seine Krümmung am äußeren Ende die Bespannung auf etwa fünf Zentimeter Entfernung vom Trägerstab. Die Spielposition ist ähnlich nach unten gerichtet wie bei der Spießgeige.
Bei den Munda gehört die banam zur sozialen Tradition des Jugendhauses (giti’ ova’, entsprechend dem ghotul der Muria). In alten Liedern wird sie oft zusammen mit der Bambusquerflöte rutu besungen. Männer begleiten mit der banam ihren Gesang. Das Repertoire der Banam-Lieder beinhaltet zwar auch Lieder für Tänze, jedoch spielt die Fiedel nur selten mit einer Trommel bei Tänzen auf. Auch wenn die banam heute selten geworden ist, wird sie wegen ihrer Bedeutung für die traditionelle Kultur geachtet.

### Sarinda-Typ

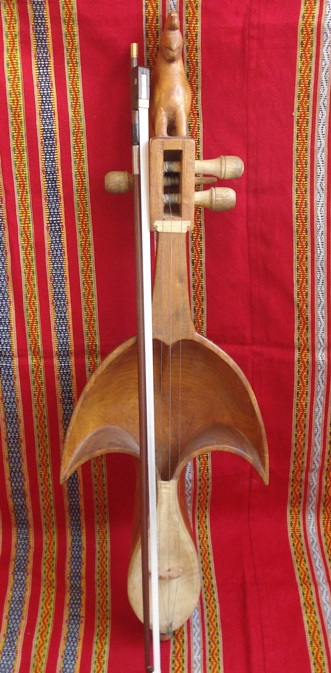
Dreisaitige sarinda mit ankerförmigem Korpus aus Ostindien

Beim Sarinda-Typ ist der aus einem Holzstück bestehende Korpus durch tiefe seitliche Einschnitte zweigeteilt. Die untere Hälfte kann birnenförmig oder rechteckig sein und ist mit einer am Rand geklebten oder genagelten Membran bespannt. Der daran anschließende schalenförmige Teil ist an seiner Oberseite offen. Ein bis drei Spielsaiten aus Baumwolle oder Darm führen über einen beweglichen Steg entlang des schmalen Fingerbretts zu einem Wirbelkasten. Diesen Typ hält der sitzende Musiker senkrecht mit den Saiten nach außen und dem Korpus auf dem Fuß oder dem Boden gestützt.
Bei den Santal heißt die vom Sarinda-Typ durch aufwendige Schmuckmotive abweichende Form dhodro banam („hohles Saiteninstrument“). Das einsaitige, etwa 70 bis knapp 100 Zentimeter lange Instrument setzt sich aus einem annähernd langrechteckigen Korpus, einen relativ kurzen Hals und einem ausladenden, durch Figuren verzierten Kopfbrett zusammen. Die üppigen Verzierungen – bis zu Einkerbungen an den Wirbeln – der sehr verehrten, aus dunklem Hartholz gefertigten Instrumente waren teilweise von kultischer Bedeutung. Das zum Bau verwendete Holz (guloic) ist der Legende nach aus einem Menschen entstanden. Wie bei ähnlichen Streichinstrumenten der Gaine, einer nepalischen Musikerkaste, werden Körperteile mit dem Instrument assoziiert. Der untere, geschlossene Schallkörper symbolisiert den Magen, der offene Teil die Brust, der Hals entspricht dem menschlichen Hals und der Wirbelkasten wird mit dem Kopf gleichgesetzt. Wo die Saite hineinführt ist der Mund und seitlich ragt aus ihm der Wirbel als Ohr heraus. Die musealen Kunstwerke kommen durch ihren Figurenschmuck in einer großen Formenvielfalt vor. Die Figuren stellen meist Menschen dar, Tiere tauchen nur in Verbindung mit Menschen, etwa als Reittiere auf. Dagegen gibt es zahlreiche Beispiele von mit Tierfiguren verzierten Musikinstrumenten aus Nordostindien und dem Himalaya. Die Kopfteile der dhodro banam zeigen häufig tanzende Frauengruppen. Bei einigen Tanzszenen sind auch die üblicherweise begleitenden Musikinstrumente abgebildet: die zweifellige Röhrentrommel dhol, die Kesseltrommel nagara, das Doppelrohrblattinstrument shehnai und die dhodro banam selbst. Den Abschluss der in mehreren Reihen versammelten Tänzerinnen und Musiker bilden oft zwei stilisierte, meist weibliche Figuren, die von christianisierten Adivasis als Adam und Eva uminterpretiert werden. Bei den Muria von Bastar stellt eine Frau, die einen nackten Mann trägt, Braut und Bräutigam dar. Eine magische Bedeutung kommt dem Sonnensymbol zu. Es verkörpert den Sonnengott Bongo, der zusammen mit Kettchen, Metallringen, Münzen und sonstigen Anhängseln das Böse abwehren soll.
Die Saite der dhodro banam wird durch seitliche Berührung mit gestreckten Fingern verkürzt. Falls weitere Saiten neben oder unter der Melodiesaite verlaufen, so dienen diese als Resonanzsaiten.